# ウィンブルドン選手権男子ダブルス優勝者一覧
ウィンブルドン選手権男子ダブルス優勝者一覧（ウィンブルドンせんしゅけんだんしダブルスゆうしょうしゃいちらん）は、ウィンブルドン選手権男子ダブルスにおける優勝者の一覧である。
- ウィンブルドン選手権の男子ダブルスは、男子シングルスの第1回大会から2年遅れて1879年に始まったが、1883年まではオックスフォードで開催されていた。1884年から男女シングルスと同じ「オールイングランド・ローンテニス・アンド・クローケー・クラブ」で行われるようになり、ウィンブルドン選手権公式サイトには1884年以後の記録が記載されている。オックスフォードで開催された最初の5年間に関しては、選手名はフランスのサイト  で調べられるが、スコアはランス・ティンゲイ著『100 Years of Wimbledon』（英語、1977年刊）の246ページを参照した。選手のフルネームに関しては Sports 123  と、バド・コリンズ著『Total Tennis: The Ultimate Tennis Encyclopedia』（英語、2003年刊）を参照した。

| 年          | 優勝者                                                    | 準優勝者                                                  | 試合結果 （スコア）                                | 備考                                                |
| ----------- | --------------------------------------------------------- | --------------------------------------------------------- | -------------------------------------------------- | --------------------------------------------------- |
| 1879年      | ハーバート・ローフォード ロバート・アースキン             | F・デュラント G・テーバー                                 | 4-6 6-4 6-5 6-2 3-6 5-6 10-8                       | オックスフォードで開始、最大7セット・マッチ         |
| 1880年      | ウィリアム・レンショー アーネスト・レンショー             | オトウェー・ウッドハウス C・コール                        | 6-1 6-4 6-0 6-8 6-3                                | 最大7セット・マッチ                                 |
| 1881年      | ウィリアム・レンショー アーネスト・レンショー             | H・ヴォーン W・ダウン                                     | 6-0 6-0 6-4                                        | 最大5セット・マッチへ                               |
| 1882年      | ジョン・ハートリー リチャード・リチャードソン             | C・ラッセル J・ホーン                                     | 6-2 6-1 6-0                                        |                                                     |
| 1883年      | チャールズ・グリンステッド C・ウェルドン                  | C・ラッセル R・ミットフォード                             | 3-6 6-1 6-3 6-4                                    |                                                     |
| 1884年      | ウィリアム・レンショー アーネスト・レンショー             | アーネスト・ルイス エドワード・ウィリアムズ               | 6-3 6-1 1-6 6-4                                    | この年からオール・イングランドクラブへ移転          |
| 1885年      | ウィリアム・レンショー アーネスト・レンショー             | アーサー・スタンレー クロード・ファラー                   | 6-3 6-3 10-8                                       |                                                     |
| 1886年      | ウィリアム・レンショー アーネスト・レンショー             | アーサー・スタンレー クロード・ファラー                   | 6-3 6-3 4-6 7-5                                    |                                                     |
| 1887年      | ハーバート・ウィルバーフォース パトリック・バウズ＝リオン | ジェームズ・クリスプ バラット・スミス                     | 7-5 6-3 6-2                                        |                                                     |
| 1888年      | ウィリアム・レンショー アーネスト・レンショー             | ハーバート・ウィルバーフォース パトリック・バウズ＝リオン | 2-6 1-6 6-3 6-4 6-3                                |                                                     |
| 1889年      | ウィリアム・レンショー アーネスト・レンショー             | アーネスト・ルイス ジョージ・ヒルヤード                   | 6-4 6-4 3-6 0-6 6-1                                |                                                     |
| 1890年      | ジョシュア・ピム フランク・ストーカー                     | アーネスト・ルイス ジョージ・ヒルヤード                   | 6-0 7-5 6-4                                        |                                                     |
| 1891年      | ウィルフレッド・バデリー ハーバート・バデリー             | ジョシュア・ピム フランク・ストーカー                     | 6-1 6-3 1-6 6-2                                    |                                                     |
| 1892年      | アーネスト・ルイス ハロルド・バーロウ                     | ウィルフレッド・バデリー ハーバート・バデリー             | 4-6 6-2 8-6 6-4                                    |                                                     |
| 1893年      | ジョシュア・ピム フランク・ストーカー                     | アーネスト・ルイス ハロルド・バーロウ                     | 4-6 6-3 6-1 2-6 6-0                                |                                                     |
| 1894年      | ウィルフレッド・バデリー ハーバート・バデリー             | チャールズ・マーティン ハロルド・バーロウ                 | 5-7 7-5 4-6 6-3 8-6                                |                                                     |
| 1895年      | ウィルフレッド・バデリー ハーバート・バデリー             | アーネスト・ルイス ウィルバーフォース・イーブズ           | 8-6 5-7 6-4 6-3                                    |                                                     |
| 1896年      | ウィルフレッド・バデリー ハーバート・バデリー             | レジナルド・ドハティー ハロルド・ニスベット               | 1-6 3-6 6-4 6-2 6-1                                |                                                     |
| 1897年      | レジナルド・ドハティー ローレンス・ドハティー             | ウィルフレッド・バデリー ハーバート・バデリー             | 6-4 4-6 8-6 6-4                                    |                                                     |
| 1898年      | レジナルド・ドハティー ローレンス・ドハティー             | クラレンス・ホバート ハロルド・ニスベット                 | 6-4 6-4 6-2                                        |                                                     |
| 1899年      | レジナルド・ドハティー ローレンス・ドハティー             | クラレンス・ホバート ハロルド・ニスベット                 | 7-5 6-0 6-2                                        |                                                     |
| 1900年      | レジナルド・ドハティー ローレンス・ドハティー             | ハーバート・ローパー・バレット ハロルド・ニスベット       | 9-7 7-5 4-6 3-6 6-3                                |                                                     |
| 1901年      | レジナルド・ドハティー ローレンス・ドハティー             | ドワイト・デービス ホルコム・ウォード                     | 4-6 6-2 6-3 9-7                                    |                                                     |
| 1902年      | シドニー・スミス フランク・ライスリー                     | レジナルド・ドハティー ローレンス・ドハティー             | 4-6 8-6 6-3 4-6 11-9                               |                                                     |
| 1903年      | レジナルド・ドハティー ローレンス・ドハティー             | シドニー・スミス フランク・ライスリー                     | 6-4 6-4 6-4                                        |                                                     |
| 1904年      | レジナルド・ドハティー ローレンス・ドハティー             | シドニー・スミス フランク・ライスリー                     | 6-1 6-2 6-4                                        |                                                     |
| 1905年      | レジナルド・ドハティー ローレンス・ドハティー             | シドニー・スミス フランク・ライスリー                     | 6-2 6-4 6-8 6-3                                    |                                                     |
| 1906年      | シドニー・スミス フランク・ライスリー                     | レジナルド・ドハティー ローレンス・ドハティー             | 6-8 6-4 5-7 6-3 6-3                                |                                                     |
| 1907年      | アンソニー・ワイルディング ノーマン・ブルックス           | ビールズ・ライト カール・ベア                             | 6-4 6-4 6-2                                        |                                                     |
| 1908年      | アンソニー・ワイルディング ジョシア・リッチー             | ハーバート・ローパー・バレット アーサー・ゴア             | 6-1 6-2 1-6 9-7                                    |                                                     |
| 1909年      | ハーバート・ローパー・バレット アーサー・ゴア             | ハリー・パーカー スタンレー・ダウスト                     | 6-2 6-1 6-4                                        |                                                     |
| 1910年      | アンソニー・ワイルディング ジョシア・リッチー             | ハーバート・ローパー・バレット アーサー・ゴア             | 6-1 6-1 6-2                                        |                                                     |
| 1911年      | マックス・デキュジス アンドレ・ゴベール                   | アンソニー・ワイルディング ジョシア・リッチー             | 9-7 5-7 6-3 2-6 6-2                                |                                                     |
| 1912年      | ハーバート・ローパー・バレット チャールズ・ディクソン     | マックス・デキュジス アンドレ・ゴベール                   | 3-6 6-3 6-4 7-5                                    |                                                     |
| 1913年      | ハーバート・ローパー・バレット チャールズ・ディクソン     | フリードリヒ・ラーヘ ハインリヒ・クラインシュロート       | 6-2 6-4 4-6 6-2                                    |                                                     |
| 1914年      | アンソニー・ワイルディング ノーマン・ブルックス           | ハーバート・ローパー・バレット チャールズ・ディクソン     | 6-1 6-1 5-7 8-6                                    |                                                     |
| 1915年-18年 | 大会開催なし                                              | 大会開催なし                                              | 大会開催なし                                       | 大会開催なし                                        |
| 1919年      | ロナルド・トーマス パット・オハラウッド                   | ランドルフ・ライセット ロドニー・ヒース                   | 6-4 6-2 4-6 6-2                                    |                                                     |
| 1920年      | リチャード・ウィリアムズ チャールズ・ガーランド           | アルガーノン・キングスコート ジェームズ・パーク           | 4-6 6-4 7-5 6-2                                    |                                                     |
| 1921年      | ランドルフ・ライセット マックス・ウーズナム               | アーサー・ロウ ゴードン・ロウ                             | 6-3 6-0 7-5                                        |                                                     |
| 1922年      | ランドルフ・ライセット ジェームズ・アンダーソン           | ジェラルド・パターソン パット・オハラウッド               | 3-6 7-9 6-4 6-3 11-9                               |                                                     |
| 1923年      | ランドルフ・ライセット レスリー・ゴッドフリー             | マニュエル・デ・ゴマー エドゥアルド・フラッカー           | 6-3 6-4 3-6 6-3                                    |                                                     |
| 1924年      | ビンセント・リチャーズ フランシス・ハンター               | リチャード・ウィリアムズ ワトソン・ウォッシュバーン       | 6-3 3-6 8-10 8-6 6-3                               |                                                     |
| 1925年      | ジャン・ボロトラ ルネ・ラコステ                           | ジョン・ヘネシー レイモンド・ケーシー                     | 6-4 11-9 4-6 1-6 6-3                               |                                                     |
| 1926年      | アンリ・コシェ ジャック・ブルニョン                       | ビンセント・リチャーズ ハワード・キンゼイ                 | 7-5 4-6 6-3 6-2                                    |                                                     |
| 1927年      | ビル・チルデン フランシス・ハンター                       | アンリ・コシェ ジャック・ブルニョン                       | 1-6 4-6 8-6 6-3 6-4                                |                                                     |
| 1928年      | アンリ・コシェ ジャック・ブルニョン                       | ジェラルド・パターソン ジョン・ホークス                   | 13-11 6-4 6-4                                      |                                                     |
| 1929年      | ウィルマー・アリソン ジョン・バン・リン                   | コリン・グレゴリー イアン・コリンズ                       | 6-4 5-7 6-3 10-12 6-4                              |                                                     |
| 1930年      | ウィルマー・アリソン ジョン・バン・リン                   | ジョージ・ロット ジョン・ドエグ                           | 6-3 6-3 6-2                                        |                                                     |
| 1931年      | ジョージ・ロット ジョン・バン・リン                       | アンリ・コシェ ジャック・ブルニョン                       | 6-2 10-8 9-11 3-6 6-3                              |                                                     |
| 1932年      | ジャン・ボロトラ ジャック・ブルニョン                     | フレッド・ペリー ジョージ・ヒューズ                       | 6-0 4-6 3-6 7-5 7-5                                |                                                     |
| 1933年      | ジャン・ボロトラ ジャック・ブルニョン                     | 佐藤次郎 布井良助                                         | 4-6 6-3 6-3 7-5                                    | 佐藤次郎と布井良助組が日本人選手初の4大大会決勝挑戦 |
| 1934年      | ジョージ・ロット レスター・ストーフェン                   | ジャン・ボロトラ ジャック・ブルニョン                     | 6-2 6-3 6-4                                        |                                                     |
| 1935年      | エイドリアン・クイスト ジャック・クロフォード             | ウィルマー・アリソン ジョン・バン・リン                   | 6-3 5-7 6-2 5-7 7-5                                |                                                     |
| 1936年      | レイモンド・タッキー ジョージ・ヒューズ                   | チャールズ・ヘア フランク・ワイルド                       | 6-4 3-6 7-9 6-1 6-4                                |                                                     |
| 1937年      | ドン・バッジ ジーン・マコ                                 | レイモンド・タッキー ジョージ・ヒューズ                   | 6-0 6-4 6-8 6-1                                    |                                                     |
| 1938年      | ドン・バッジ ジーン・マコ                                 | ゲオルグ・フォン・メタクサ ヘンナー・ヘンケル             | 6-4 3-6 6-3 8-6                                    |                                                     |
| 1939年      | ボビー・リッグス エルウッド・クック                       | チャールズ・ヘア フランク・ワイルド                       | 6-3 3-6 6-3 9-7                                    |                                                     |
| 1940年-45年 | 大会開催なし                                              | 大会開催なし                                              | 大会開催なし                                       | 大会開催なし                                        |
| 1946年      | ジャック・クレーマー トム・ブラウン                       | ジェフ・ブラウン ディニー・ペイルズ                       | 6-4 6-4 6-2                                        |                                                     |
| 1947年      | ジャック・クレーマー ボブ・ファルケンバーグ               | トニー・モットラム ウィリアム・シッドウェル               | 8-6 6-3 6-3                                        |                                                     |
| 1948年      | フランク・セッジマン ジョン・ブロムウィッチ               | ガードナー・ムロイ トム・ブラウン                         | 5-7 7-5 7-5 9-7                                    |                                                     |
| 1949年      | パンチョ・ゴンザレス フランク・パーカー                   | ガードナー・ムロイ テッド・シュローダー                   | 6-4 6-4 6-2                                        |                                                     |
| 1950年      | エイドリアン・クイスト ジョン・ブロムウィッチ             | ジェフ・ブラウン ウィリアム・シッドウェル                 | 7-5 3-6 6-3 3-6 6-2                                |                                                     |
| 1951年      | フランク・セッジマン ケン・マグレガー                     | ヤロスラフ・ドロブニー エリック・スタージェス             | 3-6 6-2 6-3 3-6 6-3                                | セッジマン&マグレガー組の年間グランドスラム         |
| 1952年      | フランク・セッジマン ケン・マグレガー                     | ビック・セイシャス エリック・スタージェス                 | 6-3 7-5 6-4                                        |                                                     |
| 1953年      | ケン・ローズウォール ルー・ホード                         | レックス・ハートウィグ メルビン・ローズ                   | 6-4 7-5 4-6 7-5                                    |                                                     |
| 1954年      | レックス・ハートウィグ メルビン・ローズ                   | ビック・セイシャス トニー・トラバート                     | 6-4 6-4 3-6 6-4                                    |                                                     |
| 1955年      | レックス・ハートウィグ ルー・ホード                       | ケン・ローズウォール ニール・フレーザー                   | 7-5 6-4 6-3                                        |                                                     |
| 1956年      | ケン・ローズウォール ルー・ホード                         | ニコラ・ピエトランジェリ オーランド・シロラ               | 7-5 6-2 6-1                                        |                                                     |
| 1957年      | ガードナー・ムロイ バッジ・パティー                       | ルー・ホード ニール・フレーザー                           | 8-10 6-4 6-4 6-4                                   |                                                     |
| 1958年      | スベン・デビッドソン ウルフ・シュミット                   | アシュレー・クーパー ニール・フレーザー                   | 6-4 6-4 8-6                                        |                                                     |
| 1959年      | ロイ・エマーソン ニール・フレーザー                       | ロッド・レーバー ボブ・マーク                             | 8-6 6-3 14-16 9-7                                  |                                                     |
| 1960年      | ラファエル・オスナ デニス・ラルストン                     | マイク・デービース ボビー・ウィルソン                     | 7-5 6-3 10-8                                       |                                                     |
| 1961年      | ロイ・エマーソン ニール・フレーザー                       | ボブ・ヒューイット フレッド・ストール                     | 6-4 6-8 6-4 6-8 8-6                                |                                                     |
| 1962年      | ボブ・ヒューイット フレッド・ストール                     | ボロ・ヨワノビッチ ニコラ・ピリッチ                       | 6-2 5-7 6-2 6-4                                    |                                                     |
| 1963年      | ラファエル・オスナ アントニオ・パラフォックス             | ジャン・クロード・バークレー ピエール・ダーモン           | 4-6 6-2 6-2 6-2                                    |                                                     |
| 1964年      | ボブ・ヒューイット フレッド・ストール                     | ロイ・エマーソン ケン・フレッチャー                       | 7-5 11-9 6-4                                       |                                                     |
| 1965年      | ジョン・ニューカム トニー・ローチ                         | ボブ・ヒューイット ケン・フレッチャー                     | 7-5 6-3 6-4                                        |                                                     |
| 1966年      | ジョン・ニューカム ケン・フレッチャー                     | ビル・ボウリー オーウェン・デビッドソン                   | 6-3 6-4 3-6 6-3                                    |                                                     |
| 1967年      | ボブ・ヒューイット フルー・マクミラン                     | ロイ・エマーソン ケン・フレッチャー                       | 6-2 6-3 6-4                                        |                                                     |
| 1968年      | ジョン・ニューカム トニー・ローチ                         | ケン・ローズウォール フレッド・ストール                   | 3-6 8-6 5-7 14-12 6-3                              | この年からオープン化、プロ選手解禁                  |
| 1969年      | ジョン・ニューカム トニー・ローチ                         | トム・オッカー マーティー・リーセン                       | 7-5 11-9 6-3                                       |                                                     |
| 1970年      | ジョン・ニューカム トニー・ローチ                         | ケン・ローズウォール フレッド・ストール                   | 10-8 6-3 6-1                                       |                                                     |
| 1971年      | ロイ・エマーソン ロッド・レーバー                         | アーサー・アッシュ デニス・ラルストン                     | 4-6 9-7 6-8 6-4 6-4                                |                                                     |
| 1972年      | ボブ・ヒューイット フルー・マクミラン                     | スタン・スミス エリック・バン・ディレン                   | 6-2 6-2 9-7                                        |                                                     |
| 1973年      | イリ・ナスターゼ ジミー・コナーズ                         | ジョン・クーパー ニール・フレーザー                       | 3-6 6-3 6-4 8-9 6-1                                |                                                     |
| 1974年      | ジョン・ニューカム トニー・ローチ                         | スタン・スミス ボブ・ルッツ                               | 8-6 6-4 6-4                                        |                                                     |
| 1975年      | ビタス・ゲルレイティス サンディ・マイヤー                 | アラン・ストーン コリン・ダウデスウェル                   | 7-5 8-6 6-4                                        |                                                     |
| 1976年      | ブライアン・ゴットフリート ラウル・ラミレス               | ロス・ケース ジェフ・マスターズ                           | 3-6 6-3 8-6 2-6 7-5                                |                                                     |
| 1977年      | ロス・ケース ジェフ・マスターズ                           | ジョン・アレクサンダー フィル・デント                     | 6-3 6-4 3-6 8-9 6-4                                |                                                     |
| 1978年      | ボブ・ヒューイット フルー・マクミラン                     | ジョン・マッケンロー ピーター・フレミング                 | 6-1 6-4 6-2                                        |                                                     |
| 1979年      | ジョン・マッケンロー ピーター・フレミング                 | ブライアン・ゴットフリート ラウル・ラミレス               | 4-6 6-4 6-2 6-2                                    |                                                     |
| 1980年      | ピーター・マクナマラ ポール・マクナミー                   | スタン・スミス ボブ・ルッツ                               | 7-6 6-3 6-7 6-4                                    |                                                     |
| 1981年      | ジョン・マッケンロー ピーター・フレミング                 | スタン・スミス ボブ・ルッツ                               | 6-4 6-4 6-4                                        |                                                     |
| 1982年      | ピーター・マクナマラ ポール・マクナミー                   | ジョン・マッケンロー ピーター・フレミング                 | 6-3 6-2                                            |                                                     |
| 1983年      | ジョン・マッケンロー ピーター・フレミング                 | ティム・ガリクソン トム・ガリクソン                       | 6-4 6-3 6-4                                        |                                                     |
| 1984年      | ジョン・マッケンロー ピーター・フレミング                 | ポール・マクナミー パット・キャッシュ                     | 6-2 5-7 6-2 3-6 6-3                                |                                                     |
| 1985年      | ハインツ・ギュンタード バラージュ・タロツィ               | ジョン・フィッツジェラルド パット・キャッシュ             | 6-4 6-3 4-6 6-3                                    |                                                     |
| 1986年      | マッツ・ビランデル ヨアキム・ニーストロム                 | ゲーリー・ドネリー ピーター・フレミング                   | 7-6 6-3 6-3                                        |                                                     |
| 1987年      | ケン・フラック ロバート・セグソ                           | エミリオ・サンチェス セルヒオ・カサル                     | 3-6 6-7 7-6 6-1 6-4                                |                                                     |
| 1988年      | ケン・フラック ロバート・セグソ                           | ジョン・フィッツジェラルド アンダース・ヤリード           | 6-4 2-6 6-4 7-6                                    |                                                     |
| 1989年      | ジョン・フィッツジェラルド アンダース・ヤリード           | リック・リーチ ジム・ピュー                               | 3-6 7-6 6-4 7-6                                    |                                                     |
| 1990年      | リック・リーチ ジム・ピュー                               | ダニー・ヴィッサー ピーター・アルドリッチ                 | 7-6 7-6 7-6                                        |                                                     |
| 1991年      | ジョン・フィッツジェラルド アンダース・ヤリード           | ハビエル・フラナ レオナルド・ラバル                       | 6-3 6-4 6-7 6-1                                    |                                                     |
| 1992年      | ジョン・マッケンロー ミヒャエル・シュティヒ               | ジム・グラブ リッチー・レネバーグ                         | 5-7 7-6 3-6 7-6 19-17                              |                                                     |
| 1993年      | マーク・ウッドフォード トッド・ウッドブリッジ             | パトリック・ガルブレイス グラント・コネル                 | 7-5 6-3 7-6                                        |                                                     |
| 1994年      | マーク・ウッドフォード トッド・ウッドブリッジ             | パトリック・ガルブレイス グラント・コネル                 | 7-6 6-3 6-1                                        |                                                     |
| 1995年      | マーク・ウッドフォード トッド・ウッドブリッジ             | リック・リーチ スコット・メルビル                         | 7-5 7-6 7-6                                        |                                                     |
| 1996年      | マーク・ウッドフォード トッド・ウッドブリッジ             | バイロン・ブラック グラント・コネル                       | 4-6 6-1 6-3 6-2                                    |                                                     |
| 1997年      | マーク・ウッドフォード トッド・ウッドブリッジ             | ポール・ハーフース ヤッコ・エルティン                     | 7-6 7-6 5-7 6-3                                    | ウッドフォード&ウッドブリッジ組が5連覇を達成        |
| 1998年      | ポール・ハーフース ヤッコ・エルティン                     | マーク・ウッドフォード トッド・ウッドブリッジ             | 2-6 6-4 7-6 5-7 10-8                               | ハーフース&エルティン組がキャリア4冠を達成          |
| 1999年      | マヘシュ・ブパシ リーンダー・パエス                       | ポール・ハーフース ジャレッド・パーマー                   | 6-7 6-3 6-4 7-6                                    |                                                     |
| 2000年      | マーク・ウッドフォード トッド・ウッドブリッジ             | ポール・ハーフース サンドン・ストール                     | 6-3 6-4 6-1                                        |                                                     |
| 2001年      | ドナルド・ジョンソン ジャレッド・パーマー                 | イジー・ノバク デビッド・リクル                           | 6-4 4-6 6-3 7-6                                    |                                                     |
| 2002年      | ヨナス・ビョルクマン トッド・ウッドブリッジ               | ダニエル・ネスター マーク・ノールズ                       | 6-1 6-2 6-7 7-5                                    |                                                     |
| 2003年      | ヨナス・ビョルクマン トッド・ウッドブリッジ               | マヘシュ・ブパシ マックス・ミルヌイ                       | 3-6 6-3 7-6 6-3                                    |                                                     |
| 2004年      | ヨナス・ビョルクマン トッド・ウッドブリッジ               | ユリアン・ノール ネナド・ジモニッチ                       | 6-1 6-4 4-6 6-4                                    |                                                     |
| 2005年      | ステファン・フース ウェスリー・ムーディ                   | ボブ・ブライアン マイク・ブライアン                       | 7-6 6-3 6-7 6-3                                    |                                                     |
| 2006年      | ボブ・ブライアン マイク・ブライアン                       | ファブリス・サントロ ネナド・ジモニッチ                   | 6-3 4-6 6-4 6-2                                    | ブライアン兄弟がキャリア4冠を達成                   |
| 2007年      | アルノー・クレマン ミカエル・ロドラ                       | ボブ・ブライアン マイク・ブライアン                       | 6-7 6-3 6-4 6-4                                    |                                                     |
| 2008年      | ダニエル・ネスター ネナド・ジモニッチ                     | ヨナス・ビョルクマン ケビン・ウリエット                   | 7-6 6-7 6-3 6-3                                    |                                                     |
| 2009年      | ダニエル・ネスター ネナド・ジモニッチ                     | ボブ・ブライアン マイク・ブライアン                       | 7-6 6-7 7-6 6-3                                    |                                                     |
| 2010年      | ユルゲン・メルツァー フィリップ・ペッシュナー             | ロベルト・リンドステット ホリア・テカウ                   | 6-1 7-5 7-5                                        |                                                     |
| 2011年      | ボブ・ブライアン マイク・ブライアン                       | ロベルト・リンドステット ホリア・テカウ                   | 6-3 6-4 7-6                                        |                                                     |
| 2012年      | ジョナサン・マレー フレデリク・ニールセン                 | ロベルト・リンドステット ホリア・テカウ                   | 4-6 6-4 7-6 6-7 6-3                                |                                                     |
| 2013年      | ボブ・ブライアン マイク・ブライアン                       | イワン・ドディグ マルセロ・メロ                           | 3–6 6–3 6–4 6–4                                    | ブライアン兄弟組が4大大会4連勝を達成                |
| 2014年      | バセク・ポシュピシル ジャック・ソック                     | ボブ・ブライアン マイク・ブライアン                       | 7–6 6–7 6–4 3–6 7–5                                |                                                     |
| 2015年      | ホリア・テカウ ジャン＝ジュリアン・ロジェ                 | ジェイミー・マリー ジョン・ピアース                       | 7–6 6–4 6–4                                        |                                                     |
| 2016年      | ピエール＝ユーグ・エルベール ニコラ・マユ                 | ジュリアン・ベネトー エドゥアール・ロジェ＝バセラン       | 6–4 7–6 6–3                                        |                                                     |
| 2017年      | ルカシュ・クボット マルセロ・メロ                         | オリバー・マラチ マテ・パビッチ                           | 5-7 7-5 7-6 3-6 13-11                              |                                                     |
| 2018年      | マイク・ブライアン ジャック・ソック                       | レイベン・クラーセン マイケル・ヴィーナス                 | 6-3 6-7 6-3 5-7 7-5                                |                                                     |
| 2019年      | フアン・セバスティアン・カバル ロベルト・ファラ           | ニコラ・マウー エドゥアール・ロジェ＝バセラン             | 6-7 (5–7)7-6(7–5) 7-6(8–6) 6-7 (5–7)6-3            |                                                     |
| 2020        | 新型コロナウイルス感染症の世界的流行 の為大会中止)        | 新型コロナウイルス感染症の世界的流行 の為大会中止)        | 新型コロナウイルス感染症の世界的流行 の為大会中止) |                                                     |
| 2021年      | ニコラ・メクティッチ マテ・パビッチ                       | マルセル・グラノリェルス オラシオ・セバジョス             | 6–4, 7–6(7–5), 2–6, 7–5                            |                                                     |
| 2022        | マシュー・エブデン マックス・パーセル                     | ニコラ・メクティッチ マテ・パビッチ                       | 7–6(7–5), 6–7(3–7), 4–6, 6–4, 7–6(10–2)            |                                                     |
| 2023        | ウェスリー・クールホフ ニール・スクプスキ                 | マルセル・グラノリェルス オラシオ・セバジョス             | 6–4, 6–4                                           |                                                     |
| 2024        | ハリ・ヘリオヴァーラ ヘンリー・パッテン                   | ジョーダン・トンプソン マックス・パーゼル                 | 6–7(7–9), 7–6(10–8), 7–6(11–9)                     |                                                     |
| 2025        | ジュリアン・キャッシュ ロイド・グラスプール               | リンキー・ヒジカタ ダビト・ベル                           | 6–2, 7–6(7–3)                                      |                                                     |